# EV Zug
EV Zug – szwajcarski klub hokeja na lodzie z siedzibą w Zug.

## Sukcesy
- Złoty medal mistrzostw Szwajcarii: 1998, 2021, 2022
- Srebrny medal mistrzostw Szwajcarii: 1995, 1997, 2017, 2019
- Złoty medal Nationalliga B: 1976
- Srebrny medal Nationalliga B: 1975, 1978, 1979, 1987
- Puchar Szwajcarii: 2019